# Iko
L'Iko és una llengua que es parla a l'estat de Akwa Ibom, al sud-est de Nigèria. Es parla a la LGA d'Ikot Abasi.
L'iko és una llengua de la subfamília lingüística de les llengües del baix Cross, que formen part de les llengües Benué-Congo. Els parlants d'iko es consideren com a obolos però no utilitzen la literatura i llengua obolo. L'iko és més semblant a altres llengües del baix Cross que no pas a l'Obolo.
L'etnologue xifra que el 1988 hi ha 5.000 parlants d'ibuoro.
El 90% dels iko-parlants són seguidors de les religions cristianes: el 9% pertanyen a esglésies evangèliques, el 70% són catòlics i el 30% són anglicans. El 10% restant són seguidors de religions tradicionals africanes. El joshua project els situa a la LGA d'Obolo Oriental, diferint de l'ethnologue.